# Championnat de Slovénie de football 1992-1993
Navigation
Saison précédente Saison suivante
La saison 1992-1993 du Championnat de Slovénie de football est la 2e édition de la première division slovène à poule unique, la PrvaLiga. Les 18 meilleurs clubs slovènes jouent les uns contre les autres lors de rencontres disputées en matchs aller et retour. Pour permettre le passage de 18 à 16 clubs la saison prochaine, les quatre derniers du classement en fin de saison sont relégués et remplacés par les deux meilleurs clubs de deuxième division.
C'est l'Olimpija Ljubljana, champion de Slovénie en titre, qui termine en tête du championnat. C'est le 2e titre de champion de Slovénie de son histoire. L'Olimpija Ljubljana réussit même le doublé Coupe-championnat en battant le club de Publikum Celje en finale de la Coupe de Slovénie.

## Les 18 clubs participants
| - Olimpija Ljubljana - Maribor Branik - Belvedur Izola - ND Gorica - Cosmos Ljubljana (anciennement NK Ljubljana) - Zivila Naklo - NK Mura - NK FC Koper - NK Železničar Maribor - Promu de D2 | - Publikum Celje - NK Slovan - Svoboda Ljubljana - NK Rudar Velenje - Potrošnik Beltinci - Elektroelement Zagorje - NK Nafta Lendava - Steklar Rogaška Slatina - NK Krka - Promu de D2 |

## Compétition

### Classement
Le barème de points servant à établir le classement se décompose ainsi :
- Victoire : 2 points
- Match nul : 1 point
- Défaite : 0 point

| Rang | Équipe                     | Pts | J  | G  | N  | P  | Bp | Bc | Diff |
| ---- | -------------------------- | --- | -- | -- | -- | -- | -- | -- | ---- |
| 1    | Olimpija Ljubljana (T) (C) | 52  | 34 | 22 | 8  | 4  | 94 | 20 | +74  |
| 2    | Maribor Branik             | 48  | 34 | 18 | 12 | 4  | 50 | 19 | +31  |
| 3    | NK Mura                    | 46  | 34 | 19 | 8  | 7  | 50 | 28 | +22  |
| 4    | Cosmos Ljubljana           | 40  | 34 | 16 | 8  | 10 | 44 | 34 | +10  |
| 5    | Živila Naklo               | 40  | 34 | 15 | 10 | 9  | 54 | 47 | +7   |
| 6    | Svoboda Ljubljana          | 38  | 34 | 14 | 10 | 10 | 38 | 33 | +5   |
| 7    | NK Krka (P)                | 38  | 34 | 13 | 12 | 9  | 35 | 30 | +5   |
| 8    | NK FC Koper                | 35  | 34 | 11 | 13 | 10 | 40 | 44 | -4   |
| 9    | NK Rudar Velenje           | 33  | 34 | 13 | 7  | 14 | 45 | 52 | -7   |
| 10   | Publikum Celje             | 32  | 34 | 12 | 8  | 14 | 37 | 47 | -10  |
| 11   | NK Slovan                  | 31  | 34 | 9  | 13 | 12 | 45 | 43 | +2   |
| 12   | ND Gorica                  | 31  | 34 | 11 | 9  | 14 | 39 | 46 | -7   |
| 13   | Belvedur Izola             | 30  | 34 | 10 | 10 | 14 | 45 | 46 | -1   |
| 14   | Potrošnik Beltinci         | 29  | 34 | 12 | 5  | 17 | 51 | 61 | -10  |
| 15   | Elektroelement Zagorje     | 28  | 34 | 10 | 8  | 16 | 28 | 40 | -12  |
| 16   | Steklar Rogaška Slatina    | 22  | 34 | 4  | 14 | 16 | 33 | 72 | -39  |
| 17   | NK Železničar Maribor (P)  | 20  | 34 | 6  | 8  | 20 | 30 | 62 | -32  |
| 18   | NK Nafta Lendava           | 19  | 34 | 6  | 7  | 21 | 30 | 64 | -34  |

|  | Qualification pour la Ligue des champions 1993-1994                                           |
|  | Qualification pour la Coupe des Coupes 1993-1994                                              |
|  | Qualification pour la Coupe UEFA 1993-1994                                                    |
|  | Relégation directe en deuxième division                                                       |
|  | (T) Tenant du titre (C) Vainqueur de la Coupe de Slovénie (P) Club promu de deuxième division |

## Bilan de la saison
| Championnat de Slovénie de football 1992-1993 |                               |
| Champion                                      | Olimpija Ljubljana (2e titre) |
| Coupes et trophées                            |                               |
| Vainqueur de la Coupe de Slovénie 1992-1993   | Olimpija Ljubljana            |
| Qualifications continentales                  |                               |
| Ligue des champions 1993-1994                 | Olimpija Ljubljana            |
| Coupe des Coupes 1993-1994                    | Publikum Celje                |
| Coupe UEFA 1993-1994                          | Maribor Branik                |
| Promotions et relégations                     |                               |
| Promus en PrvaLiga                            | NK Jadran Dekani              |
| Promus en PrvaLiga                            | NK Primorje                   |
| Relégués en Division 2                        | NK Železničar Maribor         |
| Relégués en Division 2                        | NK Nafta Lendava              |
| Relégués en Division 2                        | Elektroelement Zagorje        |
| Relégués en Division 2                        | Steklar Rogaška Slatina       |